# Після ярмарку (фільм)
«Після ярмарку» (рос. «После ярмарки») — художній фільм-комедія виробництва студії Білорусьфільм 1972 року за мотивами п’єси Янки Купали «Паўлінка» («Павлинка»). Режисер — Юрій Цветков, композитор — Євген Глебов.

## Сюжет
Селянська дочка Павлинка кохає сільського вчителя Якима. Але її батько, мріючи породичатися зо шляхетським родом, хоче видати дочку за дурного шляхтича Биковського. Після гуляння, котре влаштували Павлинчині батьки на честь приїзду Биковського, гостя в темряві приймають за злодія й беруть під арешт. Скориставшись з цього непорозуміння, Яким викрадає свою кохану й одружується з нею.

## Деякі подробиці
- У головних ролях зафільмувалися українські актори Іван Гаврилюк та Людмила Сенчина